# Polle (kulle)
Polle är en kulle i Mikronesiens federerade stater. Den ligger i kommunen Pwene och delstaten Chuuk, i den västra delen av landet, 700 km väster om huvudstaden Palikir. Toppen på Polle är 171 meter över havet.